# Raquete elétrica

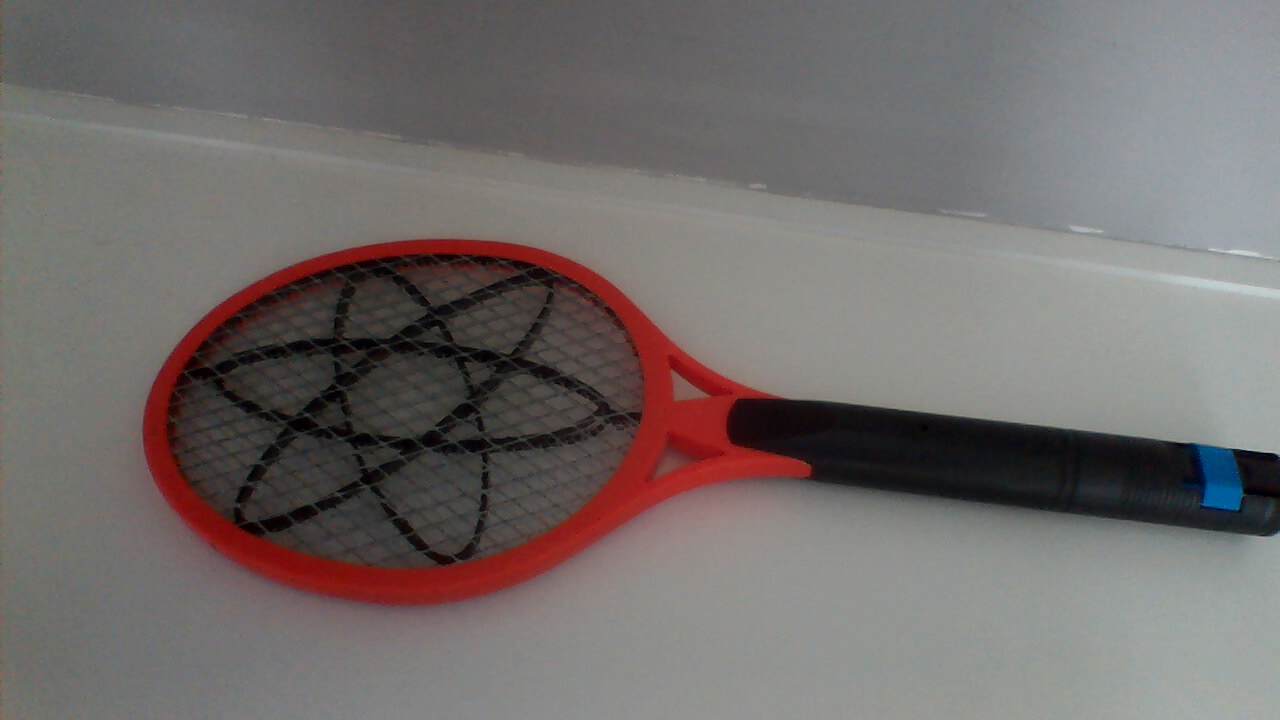
Típica raquete elétrica vendida no Brasil

A raquete elétrica é um dispositivo com a finalidade de matar mosquitos, pernilongos e outros insetos pequenos por eletrocução.
As raquetes elétricas comercializadas no Brasil são na sua grande maioria procedentes da China.
O princípio de matar insetos com eletricidade foi apresentado numa edição da revista norte-americana Popular Mechanics de 1911 e a primeira patente norte-americana foi concedida em 1934, mas para aparelhos grandes uso fixo industrial, comercial e agrícola.
A patente da raquete nos Estados Unidos foi concedida em 1996 para o inventor de Taiwan, Tsao-i Shih, sob o número 5.519.963

## Funcionamento
Uma raquete típica possui formato semelhante à de uma raquete comum, porém é feita de plástico e possui três telas de metal, duas externas pólo negativo e uma central, pólo positivo, esta por onde sai a energia. No interior, existe um pequeno circuito que, a partir de pilhas ou baterias, amplifica a tensão para cerca de 2kV e a envia em forma de pulsos contínuos para a tela central. Um inseto ou um objeto (com alguma condutividade elétrica) ao entrar na raquete, fecha o circuito entre as telas (curto-circuito) e recebe uma descarga de 3mA de corrente e de 6W de potência, provocando um estalo, que é causado pelo aquecimento excessivo do ar pelo Efeito Joule, este que, também é responsável por carbonizar os pequenos insetos. A descarga de Corona produzido pela raquete (raiozinhos) pode atingir 1.2mm de comprimento.

## Cuidados
A descarga elétrica provocada pela raquete é considerada inofensiva aos seres humanos, porém provoca um choque muito doloroso e até perigoso se for aplicada continuamente ao corpo, dando-lhe uma equivalência de um choque de 120mA ou 500 volts (ou 240V em curto) em virtude da potência dissipada no choque, que é de 6W.
Deve-se evitar contato ou eletrocução com a raquete podendo esta, causar sérios problemas, dependendo da pessoa, do tempo e de como a pessoa tomou o choque.